# (11554) Асей
(11554) Асей (лат. Asios, др.-греч. Ἄσιος) — типичный троянский астероид Юпитера, движущийся в точке Лагранжа L5, в 60° позади планеты. Астероид был открыт 22 января 1993 года бельгийским астрономом Эриком Эльстом в обсерватории Ла-Силья и назван в честь Асия, одного из защитников Трои.

Орбита астероида Асей и его положение в Солнечной системе